# Vid Belec
Pour les articles homonymes, voir Belec.
Vid Belec, né le 6 juin 1990 à Maribor en Yougoslavie, (auj. en Slovénie), est un footballeur international slovène évoluant au poste de gardien de but à l'APOEL Nicosie.

## Biographie

### Carrière en club

#### Les débuts à l'Inter
Signé par l'Internazionale avec Rene Krhin à l'âge de 16 ans. Belec passe 3 saisons et demi avec l'équipe de Primavera du FC Internazionale Milano. Dans sa première saison, il était le remplaçant de Paolo Tornaghi et a remporté le Scudetto Primavera cette saison. Il a également joué en Campionato Nazionale Allievi avec les moins de 17 ans dans la saison 2006-2007. Dans la saison 2007-08, il devait rivaliser avec Enrico Alfonso pour le poste de gardien de but, dans le onze de départ avec l'équipe Primavera jusqu'à ce que Alfonso quitte le club en janvier 2008. Il devient ensuite le quatrième gardien de l'équipe première de l'Inter. Il remporte le Tournoi de Viareggio en 2008 avec l'équipe de Primavera et finit à la 2e place de la ligue Primavera après une défaite contre la Sampdoria Gênes. Avec José Mourinho, Belec reçoit plusieurs convocations en équipe première depuis la saison 2008-2009. Il fait ses débuts avec les pros, le 17 juillet 2009 lors d'un amical face au UCLA Bruins. Il a également joué 2 matchs au World Football Challenge en 2009,.
En Novembre 2009, il prolonge son contrat de 5 ans avec le club. Le 1er juillet 2010, Vid Belec signe son premier contrat pro avec l'Inter Milan.

#### Crotone
Le 6 juillet 2010, Belec est prêté au club de Crotone évoluant en Serie B.Le 5 septembre 2010, il fait ses débuts avec son nouveau club lors d'un match de championnat. Il est ensuite devenu le gardien titulaire.
Cependant, lors de la saison 2011-2012 de Serie B, son ancien coéquipier de l'Inter Giacomo Bindi a pris la place de titulaire de la 2e à la 4e journée. Vid Belec la reprendra et la reperdra. Il devient alors la doublure de Giacomo Bindi mais il reprit sa place de titulaire. Malgré le limogeage de Leonardo Menichini et l'arrivée de Massimo Drago, Belec est resté le gardien titulaire de l'équipe.

#### Olhanense
Le 15 juillet 2013, Vid Belec est prêté au club portugais du SC Olhanense.

### Carrière en sélection
Belec a reçu une convocation pour les championnats d'Europe des moins de 19 ans. Il est le gardien titulaire en 2008 et 2009 pour les qualifications à l'Euro -19 ans.
En septembre 2010, Vid Belec est convoquer avec la Slovénie Espoirs, il était le remplaçant de Jan Koprivec. Le 1er octobre, il est appelé contre la Hongrie. Malheureusement, il ne jouera pas ce match.
En février 2011, il est convoquer avec l'équipe première de Slovénie pour un match amical contre l'Albanie après la blessure de Samir Handanovič. Lors de la Ligue des Nations UEFA 2019/2020 il termine premier du groupe 3 de la Ligue C en jouant 1 match en tant que titulaire contre le Kosovo. 
Il est retenu dans la liste des 26 joueurs slovènes du sélectionneur Matjaž Kek pour participer à l'Euro 2024